# Pinkfloydia
Pinkfloydia là một chi nhện trong họ Tetragnathidae.